# Zaustek
Zaustek, postklipeus (łac. postclypeus) – tylna część nadustka niektórych owadów.
Postklipeus wyróżnia się wtedy, gdy nadustek podzielony jest na dwie części poprzeczną bruzdą lub szwem.